# André Fierens

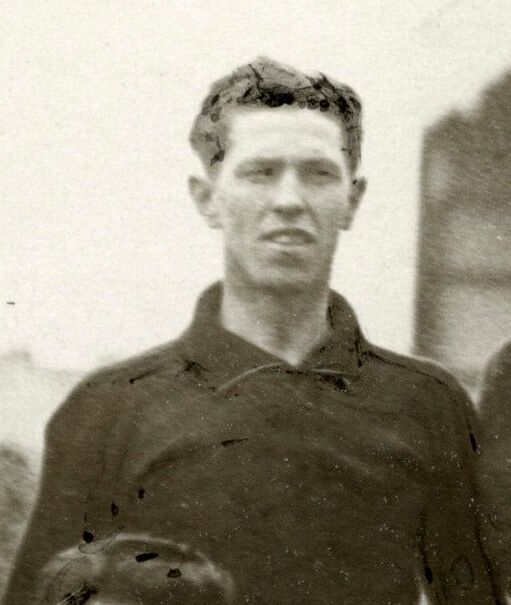

André Fierens, född 8 februari 1898 i Antwerpen, död 12 januari 1971, var en belgisk fotbollsspelare.
Fierens blev olympisk guldmedaljör i fotboll vid sommarspelen 1920 i Antwerpen.